# Tristan Needham
Tristan Needham (...) è un matematico statunitense di origine britannica, docente di matematica all'Università di San Francisco, apprezzato autore di scritti e innovativi manuali introduttivi per l'insegnamento della matematica, scritti con un taglio in cui l'esposizione si avvale di un approccio visuale e intuitivo.

## Biografia
Figlio dell'inglese Rodney Needham, studioso di antropologia sociale all'Università di Oxford, compì gli studi elementari alla Dragon School di Oxford dove, tra i suoi compagni, ebbe Hugh Laurie e Stephen Wolfram. In seguito Needham studiò fisica al Merton College, per poi trasferirsi al  Mathematical Institute di Oxford dove studiò sotto la supervisione di Roger Penrose. Conseguì il Ph.D. nel 1987 e nel 1989 entrò alla University of San Francisco.
Il suo campo di ricerca principale è la geometria differenziale, a cui si aggiungono i suoi interessi all'analisi complessa, alla relatività generale, alla storia della scienza.
Un suo impegno durevole è quello di cercare nuove forme di comprensione intuitive a e di visualizzazione per argomenti avanzati di matematica. A tale filone appartiene un suo scritto del 1993, in cui illustrava una spiegazione della disuguaglianza di Jensen. L'anno seguente, con la stessa impostazione, pubblicò un articolo intitolato "La geometria delle funzioni armoniche", dedicato alla rappresentazione visiva di vari teoremi e concetti di analisi complessa, premiato con il Carl B. Allendoerfer Award del 1995.

### Visual Complex Analysis
Il più famoso dei libri di Needham è Visual Complex Analysis, un innovativo manuale di analisi complessa basato su un approccio visivo agli argomenti trattati, una particolare impostazione espositiva e didattica che gli ha valso positive recensioni. L'autore definisce il proprio approccio come "newtoniano" e dichiara di essersi ispirato allo stile di ragionamento dei Principia di Isaac Newton, e dal Newton's Principia for the Common Reader Subrahmanyan Chandrasekhar.
Sebbene si presenti come un primo corso sull'analisi complessa (seppur di impostazione "radicale") per studenti non laureati, che non richiede alcun prerequisito avanzato, in una recensione di D.H. Armitage su  Mathematical Reviews viene tuttavia ritenuto come suscettibile di esser meglio apprezzato da studenti che hanno già avuto conoscenza della materia". Difatti, Douglas Hofstadter ha scritto che "l'opera d'arte di Needham, con centinaia e centinaia di meravigliose figure á la Latta (Gordon Eric Latta, n.d.r), rende vivida l'analisi complessa in una maniera che è senza precedenti". Hofstadter, che ha studiato la materia all'Università di Stanford con Gordon Latta, ricorda "la stupefacente eleganza e precisione dei diagrammi disegnati da Latta alla lavagna". Nel 2001 ne è uscita una versione in tedesco, tradotta da Norbert Herrmann e Ina Paschen, pubblicata dall'editore R. Olderbourg Verlag di Monaco di Baviera.

### Visual Differential Geometry and Forms
La stessa impostazione visuale caratterizza un altro suo testo, sulla geometria differenziale, intitolato Visual Differential Geometry and Forms: A Mathematical Drama in Five Acts, uscito nel 2021.

## Pubblicazioni
- (EN) Tristan Needham, Visual Complex Analysis, New York, The Clarendon Press-Oxford University Press, 1997, ISBN 0-19-853447-7..
- (EN) Tristan Needham, Visual Differential Geometry and Forms: A Mathematical Drama in Five Acts, Princeton University Press, 2021.